# Alexandru Vatamanu
Alexandru Vatamanu – rumuński strzelec uczestnik Igrzysk Olimpijskich 1924. Na igrzyskach olimpijskich w Paryżu uczestniczył we wszystkich konkurencjach strzelania z karabinu. Nie został sklasyfikowany w karabinie dowolnym – 600 m – indywidualnie. W karabinie – 50 m – na leżąco – indywidualnie zajął 66, ostatnią pozycję. Natomiast w drużynie Rumuni byli 13.